# Músculo orbicular de la boca

El músculo orbicular de la boca (Musculus orbicularis oris) es un músculo de la cara, ubicado alrededor del orificio bucal; en forma de elipse y constituido por dos porciones: la porción marginal y la Porción labial.
Se inserta en la piel y mucosa de los labios, subtabique en su origen y comisuras de los labios en su terminación, también ayuda a soplar o emitir silbidos.
Sin embargo, su función principal es producir el cierre de los labios y ayudar al vaciado del vestíbulo bucal. 
Este músculo es considerado como el músculo besador, debido a que este ayuda a darle forma a los labios al momento de besar.
Lo inervan las ramas temporofacial y cervico facial del nervio facial.